# Hanspeter Scherr
Johann Peter «Hanspeter» Scherr (* 29. April 1928 in Fahrnau bei Schopfheim; † 29. April 1983 in Freiburg im Breisgau) war ein deutscher Komponist und Chorleiter. Er prägte Mitte des 20. Jahrhunderts das Musikleben im unteren Wiesental.

## Leben

### Kindheit und Ausbildung
Scherr wuchs als einziger Sohn des Bankangestellten Emil Scherr und seiner Ehefrau Anna Scherr in Fahrnau auf und erhielt als Kind Violin-, Kontrabass- und Klavierunterricht in Schopfheim und Lörrach. 1939 trat er in die Oberrealschule Schopfheim ein und erhielt bald eine erste Anstellung als Hilfsorganist an der evangelischen Kirche in Zell im Wiesental. Scherr war auch als Klavierbegleiter tätig, u. a. für Paul Rittner, Solo-Cellist des Hamburger Symphonieorchesters, der während der Kriegsjahre im Wiesental lebte.
Von November 1945 bis Frühjahr 1949 besuchte Scherr das Theodor-Heuss-Gymnasium Schopfheim und belegte von 1951 und 1954 verschiedene Kurse am Basler Konservatorium, heute die Hochschule für Musik (Basel), in Dirigieren, Orgel, Musiktheorie, Harmonielehre und Komposition. Die wichtigsten Lehrer seiner Studienzeit waren Bruno Penzien (Schopfheim), Felix Brodtbeck (Basel) und Walter Schlageter (Karlsruhe). Im Herbst 1952 übernahm er interimistisch für einige Monate die Leitung des Männerchors Lörrach-Stetten.

### Hitlerjugend und Volkssturm
Scherr wurde als Jugendlicher in die Hitlerjugend eingezogen, wo er im Herbst 1944 mehrere Wochen in der Region um Belfort am Bau von Panzergräben und später zuhause beim Schanzen beteiligt war. Sein Vater wurde zwischenzeitlich von der Gestapo für zehn Tage in Lörrach inhaftiert.
Ende 1944 wurde Scherr mit seinem Vater in den Volkssturm eingezogen. Die ersten Wochen war er als Melder im Zug seines Vaters tätig. Sein Vater wurde ins Aufgebot I eingeteilt und diente als Zugführer der 2. Kompanie des 2. Volkssturmbataillon in Lörrach. Scherr als 16-Jähriger des Aufgebots III wurde danach zur militärischen Grundausbildung im Reichsarbeitsdienst (RAD) rekrutiert; Ende Januar 1945 reiste er via Immendingen nach Wutzlhofen bei Regensburg und trat seinen Wehrdienst als Arbeitsmann 13a im 1. Zug der 3. Gruppe der RAD-Abteilung 5/290 an. Dort war Scherr nach dem schweren Luftangriff am 5. Februar 1945 an Aufräumarbeiten im Hauptbahnhof und der Wiederherstellung der zerstörten Bahnlinie beteiligt; einen weiteren Luftangriff erlebte Scherr am 13. März 1945 aus nächster Nähe. Entgegen seiner Erwartung, nach sechs Wochen RAD entlassen zu werden, wurde Scherr Ende März 1945 in die Infanterie der Wehrmacht in Jaroměř (Tschechoslowakei) eingezogen, kehrte aber noch vor Kriegsende via Nürnberg und Regensburg nach Schopfheim zurück.

## Berufliche Laufbahn
Bereits in Jugendjahren schrieb Scherr erste Kompositionen, z. B. 1944 ein Violinkonzert und eine Sinfonie. Viele Werke sind noch vor Ende seiner Studienzeit entstanden; in späteren Jahren rückte das Komponieren zugunsten des Dirigierens in den Hintergrund. Nach Abschluss seines Studiums wurde Scherr Dirigent mehrerer Gesangvereine in seiner Heimatregion: 1953 in Tegernau, 1954 in Haagen und Kürnberg, und 1955 in Bürchau sowie Neuenweg, wo er zudem 1956 Organist an der evangelischen Kirche wurde. Im Juni 1971 übernahm er die Leitung des Gesangvereins Schopfheim. Mit seinen Chören führte er entgegen dem aufkommenden Trend aus der Popmusik vorwiegend klassische Werke auf, u. a. Bach, Beethoven, Mendelssohn, Schubert und neben eigenen Kompositionen im Vokalbereich insbesondere Carl Friedrich Zelter. Dies widerspiegelt sich auch in seiner Tonsprache, die auf klassisch-romantischen Traditionen aufbaut.
1962 erklärte Scherr sich bereit, als Posthalter und Geschäftsführer des lokalen Fremdenverkehrsvereins für seinen Wohnort Bürchau zu arbeiten. 1968 wurde er in den Ausschuss des Alemannischen Sängerbunds gewählt und erhielt im April 1982 die Ehrenmitgliedschaft verliehen.
1983 wurde Scherr schwer krank und verstarb nach kurzer Zeit an seinem 55. Geburtstag in einem Freiburger Krankenhaus. Er hinterliess seine Ehefrau Waltraud und vier Kinder.
Der kompositorische Nachlass gelangte 2015 über eine Nachfahrin zum Basler Musikwissenschaftler David Rossel; 2022 erfolgte die Übergabe an das Staatsarchiv Freiburg (Landesarchiv Baden-Württemberg).

## Werke (Auswahl)
- Symphonie Nr. 1 in C-Dur, op. 5 (vor 1944)
- Violinkonzert Nr. 1 in d-Moll, op. 6 (1944)
- 2 Phantasien für Orgel, op. 16 (1946)
- Symphonie Nr. 2 in D-Dur, op. 15 (1947)
- Violinsonate Nr. 1, op. 29 (1948)
- «Divertimento» für Orchester, op. 41 (1960)
- Volkslied-Suite für Chor und Orchester (1967)
- Duo für Violine und Kontrabass (1978)
- «Epitaph» für Streichquartett
- Klavier- und Orchesterlieder zu Texten von Brecht, Hesse, Morgenstern, Seidel etc.
- Chorlieder und Volksliedbearbeitungen für Frauen-, Männer- und gemischten Chor